# Пентателлурид дирубидия
Пентателлурид дирубидия — бинарное неорганическое соединение
рубидия и теллура
с формулой Rb2Te5,
серые кристаллы.

## Получение
- Реакция чистых веществ в жидком аммиаке под давлением 200 МПа:

{\displaystyle {\mathsf {2Rb+5Te\ {\xrightarrow {200^{o}C}}\ Rb_{2}Te_{5}}}}

## Физические свойства
Пентателлурид дирубидия образует кристаллы
моноклинной сингонии,
пространственная группа C 2/m,
параметры ячейки a = 1,2144 нм, b = 0,9124 нм, c = 0,5750 нм, β = 121,13 °, Z = 2
.
Соединение образуется по перитектической реакции при температуре 270 °C .